# Alexandra da Lituânia
Alexandra da Lituânia (c. 1365 – Płock, 20 de abril de 1434) era filha caçula de Algirdas, Grão-Duque da Lituânia, e de sua segunda esposa, Uliana de Tver. Em 1387, ela se casou com Siemovit IV, Duque de Mazóvia, tornando-se Duquesa Consorte da Mazóvia.

## Vida
Em 12 de dezembro de 1385, poucos meses após a União de Krewo, Siemovit IV, da Mazóvia chegou a um acordo com o Rei Edviges da Polônia (que foi coroada como REI, e não rainha) e seu, então pretendente, rei consorte Jagelão (Ladislau II), irmão de Alexandra. Siemovit IV concordou em cessar suas reivindicações ao Reino da Polônia, prestar homenagem a Edviges e Jagelão, e assumir a posição de vassalo hereditário à coroa polonesa, em troca de 10.000 marcos de Praga e o feudo Ducado de Belz. O acordo foi solidificado pelo casamento de Siemovit IV com Alexandra, em 1387.
Alexandra morreu e foi enterrada em Płock. Seu lugar de descanso final é, provavelmente, uma igreja da Ordem Dominicana.

## Descendência
Em sua união com Siemovit, Alexandra teve 13 filhos, sendo cinco filhos e oito filhas.
Filhos:
- Casimiro II da Mazóvia
- Traidenis II da Mazóvia
- Ladislau I de Płock
- Siemovit V da Mazóvia
- Alexandre da Mazóvia; que era um diplomata e Bispo de Trento, Bispo titular de Chur, Cardeal titular de Damasco, e Patriarca de Aquileia.

Filhas:
- Eufêmia da Mazóvia; casou-se com Bolesłau I, Duque de Teschen
- Cimburga da Mazóvia; casou-se com Ernesto, Duque da Áustria
- Edviges da Mazóvia; casou-se com João Garai, filho de Nicolau I Garai
- Amelia da Mazóvia; casou-se com Guilherme II, Margrave da Mísnia
- Ana da Mazóvia; casou-se com Michael Žygimantaitis[4]
- Maria da Mazóvia; casou-se com Bogislau IX, Duque da Pomerânia
- Alexandra da Mazóvia
- Catarina da Mazóvia; casou-se com Michael Žygimantaitis (viúvo de sua irmã Ana)

Entre os netos de Alexandra e Siemovit IV incluem-se o Sacro Imperador Frederico III, Przemyslaus II, Duque de Teschen, Duquesa Sofia da Pomerânia-Slupsk e a Rainha Doroteia Garai da Bósnia.